# 紫竹 (新潟市)
- 日本 > 新潟県 > 新潟市 > 東区 (新潟市) > 紫竹 (新潟市)
- 日本 > 新潟県 > 新潟市 > 中央区 (新潟市) > 紫竹 (新潟市)

紫竹（しちく）は、新潟県新潟市東区及び中央区の町字。現行行政地名は紫竹一丁目から紫竹七丁目と大字紫竹。住居表示は一丁目から七丁目が実施済み区域、大字が未実施区域。郵便番号は950-0864。

## 概要
1980年（昭和55年）から現在までの町名。栗ノ木川右岸に位置する。もとは江戸時代から1889年（明治22年）まであった紫竹新田の区域の一部で、1889年（明治22年）から1980年（昭和55年）まであった大字紫竹が町名を施行して町丁となった。
地名は、古くはチチコ山（蓬草の一種を指す方言）と称し音の似通っていたことから紫竹山新田と書いたが、領主溝口氏巡見の時に誤って紫竹新田と書いて届け出たのが村名となった。
交通の便が良いことから、第二次世界大戦後に人口が急増した。

### 隣接する町字
北から東回り順に、以下の町字と隣接する。
- 中山
- 竹尾
- 卸新町
- 紫竹卸新町
- 江南
- 本馬越

※ 栗ノ木川を挟んで紫竹山、鐙、南笹口と隣接。

## 歴史
1631年（寛永8年）の開発とされる。

### 分立した町字
1889年（明治22年）以後に、以下の町字が分立。
紫竹卸新町（しちくおろししんまち）
1997年（平成9年）9月9日に分立した町字。

### 年表
- 1889年（明治22年）4月1日 : 合併により木戸村の大字となる。当初は紫竹新田と称した。
- 1901年（明治34年）11月1日 : 合併により石山村の大字となる。
- 1943年（昭和18年）5月3日 : 合併により新潟市の大字となる。
- 2007年（平成19年）4月1日 : 新潟市の政令指定都市移行により、1丁目が中央区、2丁目から7丁目が東区の町丁となる。

## 世帯数と人口
2018年（平成30年）1月31日現在の世帯数と人口は以下の通りである。
| 区      | 丁目       | 世帯数    | 人口    |
| ------- | ---------- | --------- | ------- |
| 中央区  | 紫竹一丁目 | 384世帯   | 825人   |
|         |            |           |         |
| 東区    | 紫竹二丁目 | 254世帯   | 518人   |
| 東区    | 紫竹三丁目 | 430世帯   | 885人   |
| 東区    | 紫竹四丁目 | 389世帯   | 786人   |
| 東区    | 紫竹五丁目 | 489世帯   | 1,014人 |
| 東区    | 紫竹六丁目 | 535世帯   | 1,208人 |
| 東区    | 紫竹七丁目 | 619世帯   | 1,315人 |
| 東区    | 東区 計    | 2,716世帯 | 5,726人 |
|         |            |           |         |
| 紫竹 計 | 紫竹 計    | 3,100世帯 | 6,551人 |

## 小・中学校の学区
市立小・中学校に通う場合、学区は以下の通りとなる。
| 区     | 大字・丁目 | 番地                           | 小学校             | 中学校               |
| ------ | ---------- | ------------------------------ | ------------------ | -------------------- |
| 東区   | 紫竹       | 全域                           | 新潟市立竹尾小学校 | 新潟市立木戸中学校   |
| 中央区 | 紫竹一丁目 | 全域                           | 新潟市立沼垂小学校 | 新潟市立東新潟中学校 |
| 東区   | 紫竹二丁目 | 全域                           | 新潟市立沼垂小学校 | 新潟市立東新潟中学校 |
| 東区   | 紫竹三丁目 | 1番10～34号 2～21番            | 新潟市立沼垂小学校 | 新潟市立東新潟中学校 |
| 東区   | 紫竹三丁目 | 1番1～9号 1番35～43号 22～25番 | 新潟市立江南小学校 | 新潟市立石山中学校   |
| 東区   | 紫竹四丁目 | 20番1～13号 21～24番           | 新潟市立江南小学校 | 新潟市立石山中学校   |
| 東区   | 紫竹四丁目 | 1～19番 20番14～30号           | 新潟市立沼垂小学校 | 新潟市立東新潟中学校 |
| 東区   | 紫竹五丁目 | 全域                           | 新潟市立江南小学校 | 新潟市立石山中学校   |
| 東区   | 紫竹六丁目 | 全域                           | 新潟市立竹尾小学校 | 新潟市立木戸中学校   |
| 東区   | 紫竹七丁目 | 全域                           | 新潟市立竹尾小学校 | 新潟市立木戸中学校   |

## 主な企業・施設
- 新潟紫竹郵便局

## 交通
- 国道7号（新潟バイパス）